# Coleophora inequidentella
Coleophora inequidentella é uma espécie de mariposa do gênero Coleophora pertencente à família Coleophoridae.